# Jan Malmsjö
Jan Wilhelm Malmsjö (født 29. maj 1932 i Lund) er en svensk skuespiller og sanger.
Malmsjö studerede på Dramatens elevskola fra 1950 til 1953. En af hans første roller på den nationale scene var i Shakespeares stykke Romeo og Julie (1953). Malmsjö har også medvirket i tv-serier som Bröderna Malm og Hedebyborna, samt film som Fanny og Alexander (1982), Walter og Carlo i Amerika (1989) og Til døden os skiller (2007).
Sammen med skuespillerinden Marie Göranzon har han sønnen Jonas Malmsjö (født 1971).

## Udvalgt filmografi
- Filmen om Marianne (1953)
- Det hvide genfærd (1962)
- Skal vi lege skjul? (1963)
- Elskende par (1964)
- Bil-professoren (1965)
- Bag jerntæppet (1966, ukrediteret)
- Bröderna Malm (tv-serie, 1972-1973)
- Scener fra et ægteskab (1974)
- Slip fangerne løs, det er forår! (1975)
- Bluff stop (1977)
- Hedebyborna (tv-serie, 1982)
- Fanny og Alexander (1982)
- Jim og piraterne Blom (1987)
- Walter og Carlo i Amerika (1989)
- Drømmehuset (1993)
- Good night Irene (1994)
- Tears of St. Peter (1995)
- Bjørnens søn (1997)
- Den tatuerade änkan (tv-film, 1998)
- Jeg er Dina (2002)
- Walter & Virginia (2006)
- Beck (tv-serie, 2007)
- Til døden os skiller (2007)
- Fjällbacka-mordene - Tyskerungen (2013)
- A Music story (2019)
- Bryllup, begravelse og dåb (tv-serie, 2019-2020)
- Bryllup, begravelse og dåb - filmen (2021)